# 道の駅泗水
道の駅泗水（みちのえき しすい）は、熊本県菊池市にある国道387号の道の駅である。

## 道路
- 国道387号

## 施設
- 駐車場
  - 普通車：115台
  - 大型車：5台
  - 身障者用：2台
- トイレ （いずれも24時間利用可能）
  - 男：大 2器、小 3器
  - 女：6器
  - 身障者用：1器
- 公衆電話
- 公衆FAX
- 喫茶店（10:00 - 17:00）

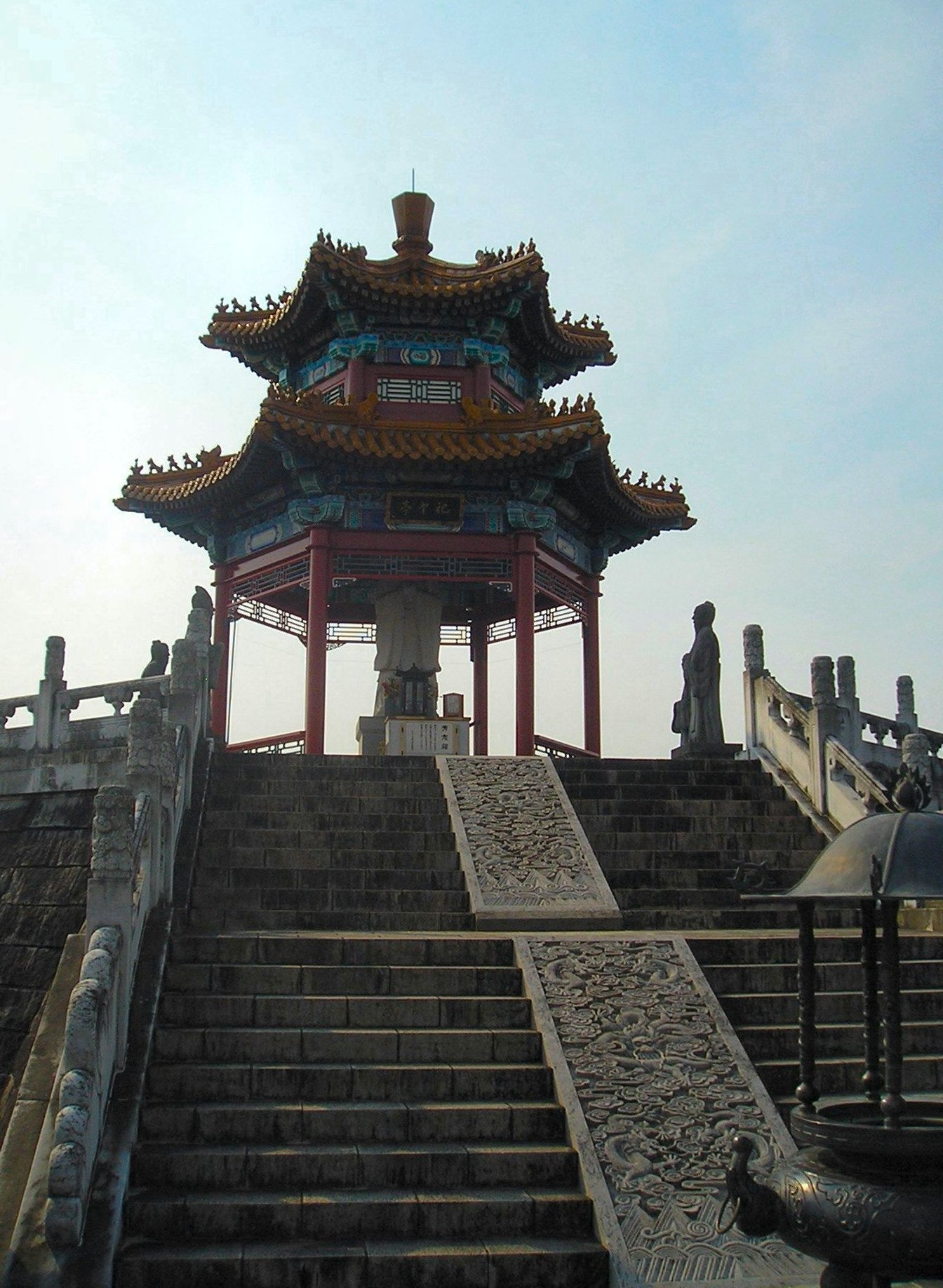
孔子公園

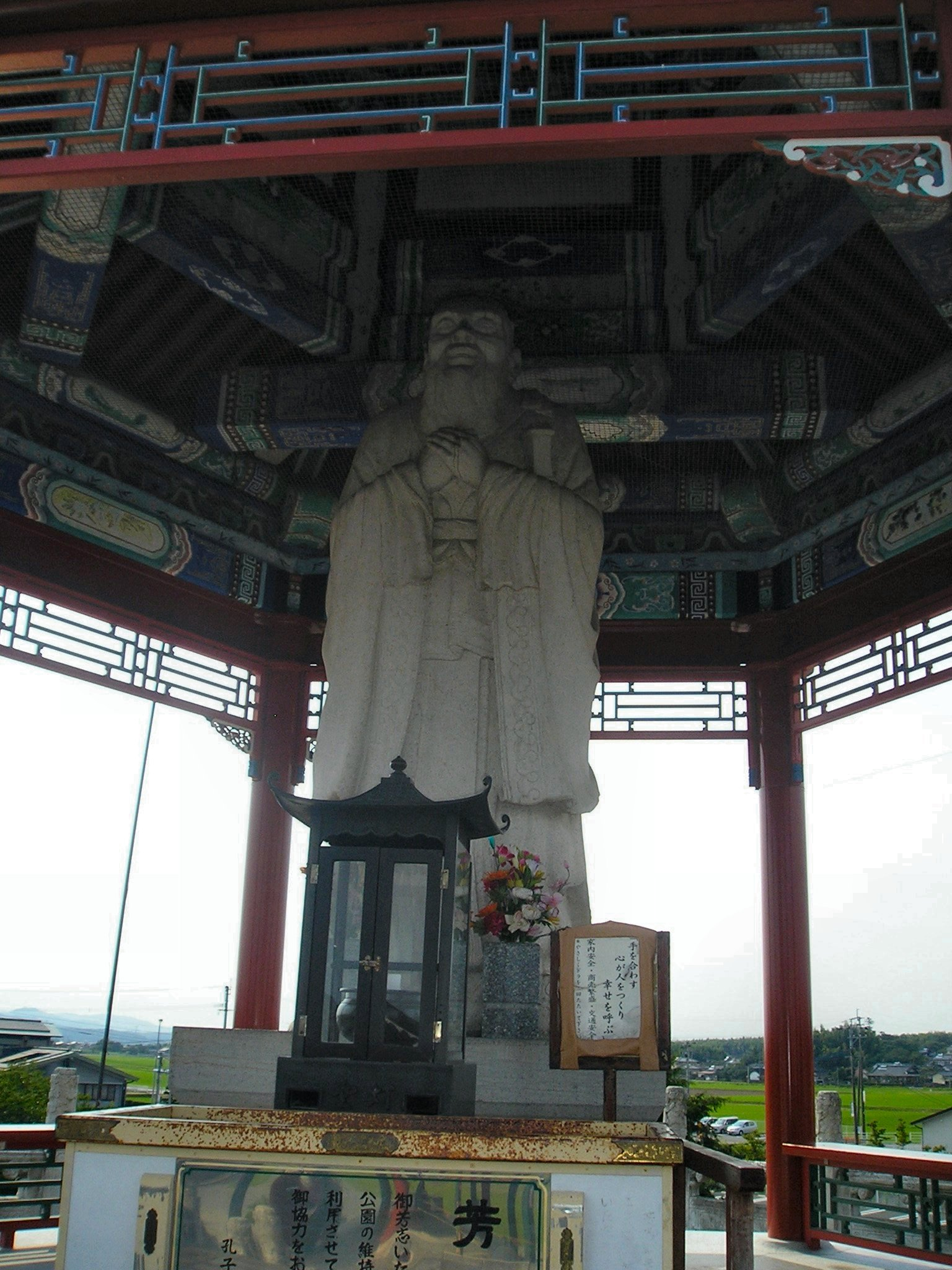
孔子公園の孔子像

- 農産物販売所「養生市場」（9:00 - 18:00）
- 公園「孔子公園」（8:30 - 17:00）
- 資料館「孔子公園資料館」（8:30 - 17:00）

## 休館日
- 年末年始
- 3月1日

## 周辺
- 泗水総合支所
- 孔子温泉
- 合志川